# Commando terreur
Pour plus de détails, voir Fiche technique et Distribution.
Commando terreur (Milano violenta), est un poliziottesco, réalisé par Mario Caiano, sorti en 1976, avec Claudio Cassinelli, Salvatore Puntillo (it), Silvia Dionisio et John Steiner dans les rôles principaux.

## Synopsis
À la suite d'un braquage manqué, une bande de quatre voleurs dirigé par le Chat (Claudio Cassinelli) s'enfuit dans Milan et perd l'un de ses membres dans un accident de circulation. Les braqueurs restants tentent de tuer leur chef mais celui-ci survit, échappe à la police et prépare sa vengeance contre ces anciens coéquipiers, aidé par une jeune prostituée (Silvia Dionisio).

## Fiche technique
- Titre français : Commando terreur[1]
- Titre original : Milano violenta
- Réalisation : Mario Caiano
- Scénario : Mario Caiano et Marino Onorati
- Photographie : Pier Luigi Santi
- Musique : Pulsar
- Montage : Renato Cinquini
- Décors : Giorgio Postiglione
- Costumes : Fiamma Bedendo
- Production : Renato Angiolini
- Société(s) de production : Jarama Film
- Pays d'origine :  Italie
- Genre : Poliziottesco
- Durée : 91 minutes
- Dates de sortie :
  - Italie : 5 mars 1976
  - France : 23 septembre 1977[1]

## Distribution
- Claudio Cassinelli : Raul Montalbani, le chat
- Salvatore Puntillo (it) : inspecteur Tucci
- Silvia Dionisio : Layla
- John Steiner : Fausto
- Elio Zamuto (it) : commissaire Foschi
- Biagio Pelligra : Tropea
- Vittorio Mezzogiorno : Walter
- Massimo Mirani (it) : Gavino
- Margherita Horowitz
- Luigi Casellato (it)
- Dada Gallotti
- Francesco D'Adda

## Production
Le tournage s'est déroulé à Milan.